# Luke Thallon
Luke Thallon (nacido el 14 de abril de 1996) es un actor inglés.

## Primeros años
Thallon nació en West Byfleet (Surrey). Tiene ascendencia polaca por parte de su padre y alemana e irlandesa por parte de su madre. Sus padres eran jugadores profesionales de voleibol. Antes de convertirse en actor, originalmente quería ser dentista.
Se graduó en la Guildhall School of Music and Drama en 2017.

## Trayectoria
En 2017, fue nominado al Talento Emergente en los premios Evening Standard Theatre por su actuación en Albion, de Mike Bartlett. En 2021, ganó el premio Clarence Derwent por su actuación en Leopoldstadt, de Tom Stoppard. Ese mismo año, protagonizó Camp Siegfried, de Bess Wohl. En 2022, fue incluido en la lista de The Stage de los 25 creadores teatrales del futuro. Interpretó el papel de Roman Abramovich en la producción Patriots, de Peter Morgan.
En 2025, fue elegido para interpretar a Quirinus Quirrell en la serie de televisión Harry Potter, de HBO.

## Filmografía

### Películas
| Año  | Título      | Personaje             | Notas         | Ref.  |
| ---- | ----------- | --------------------- | ------------- | ----- |
| 2018 | La favorita | El soldado de Abigail | No acreditado | [ 2 ] |

### Televisión
| Año  | Título       | Personaje         | Notas             | Ref.          |
| ---- | ------------ | ----------------- | ----------------- | ------------- |
| 2027 | Harry Potter | Quirinus Quirrell | Elenco recurrente | [ 11 ] [ 12 ] |

### Teatro
| Año  | Título           | Personaje        | Lugar                       | Notas        | Ref.   |
| ---- | ---------------- | ---------------- | --------------------------- | ------------ | ------ |
| 2018 | Albion           | Gabriel          | Almeida Theatre             |              | [ 1 ]  |
| 2018 | Misalliance      | Joey             | Orange Tree Theatre         |              | [ 13 ] |
| 2018 | The Inheritance  | Joven Walter     | Young Vic                   | Off West End | [ 14 ] |
| 2018 | Cock             | John             | Chichester Festival Theatre |              | [ 15 ] |
| 2018 | La habitación    | Sands            | Harold Pinter Theatre       | West End     | [ 16 ] |
| 2018 | Family Voices    | Voz uno          | Harold Pinter Theatre       | West End     | [ 16 ] |
| 2019 | Present Laughter | Roland           | Old Vic                     |              | [ 17 ] |
| 2020 | Leopoldstadt     | Fritz / Leo      | Wyndham's Theatre           | West End     | [ 18 ] |
| 2021 | After Life       |                  | Royal National Theatre      |              | [ 19 ] |
| 2021 | Camp Siegfried   |                  | Old Vic                     |              | [ 20 ] |
| 2023 | Patriots         | Roman Abramovich | Almeida Theatre             |              | [ 21 ] |
| 2023 | Patriots         | Roman Abramovich | Teatro Noël Coward          | West End     | [ 21 ] |
| 2023 | Cold War         | Wiktor           | Almeida Theatre             |              | [ 22 ] |
| 2024 | Patriots         | Roman Abramovich | Ethel Barrymore Theatre     | Broadway     | [ 23 ] |
| 2025 | Hamlet           | Príncipe Hamlet  | Royal Shakespeare Theatre   |              | [ 24 ] |